# 기타나가노역
기타나가노역(일본어: 北長野駅)은 일본 나가노현 나가노시에 있는 시나노 철도 · 일본화물철도의 철도역이다.

## 승강장
단선 · 섬식의 형태를 합친 복합 구조의 철도 역사이다.

### 타는 곳
| 번호 | 노선                                              | 방향               | 행선                                      |
| ---- | ------------------------------------------------- | ------------------ | ----------------------------------------- |
| 1    | ■ 기타시나노 선                                   | 하행               | 도요노 · 구로히메 · 묘코코겐 방면         |
| 1    | ■ 이야마 선 직결 운행 열차                        | 하행               | 이야마 · 도가리노자와온센 · 도카마치 방면 |
| 2    | 평소 사용하지 않음                                | 평소 사용하지 않음 | 평소 사용하지 않음                        |
| 3    | ■ 기타시나노 선 (■ 이야마 선 직결 운행 열차 포함) | 상행               | 나가노 방면                               |

## 화물역
일본화물철도의 역은, 여객역의 남서쪽에 있다. 3면 4선의 컨테이너 승강장이나, 이 외 분기하는 선등이 있다. 남쪽 승강장의 일부에는 옥상이 설치되어 있다.
분기하는 선의 일각에는 전기화학공업 서비스 스테이션이 있다. 예전에는 화물용의 하역설비였으나, 거기에 이르는 전용선이 나뉘는 선부터 분기하고 있다. 이 선에는 오미역 발송의 시멘트 수송으로 사용되고 있지만, 2003년 11월 경 폐지되었다.
- 취급 화물
  - 컨테이너 화물 : 12ft 컨테이너만을 취급한다.
  - 산업 폐기물 · 특별관리 산업폐기물의 취득허가를 얻는다.
  - 2007년까지 차급화물의 취급설정이 남아 있다.

- 화물 열차
  - 고속 화물열차가 하루 1회 왕복쯤 스미다가와 역 · 오사카 화물 터미널 역으로의 사이에 설정되어 있다. 구로이역방면으로 직접 향하는 열차는 없다.
  - 전용 화물열차의 발착은 없다.

## 이용 현황
| 연도     | 이용 현황 |
| 2007년도 | 1,954     |
| 2008년도 | 1,985     |
| 2009년도 | 1,928     |
| -------- | --------- |

## 역 주변
- 나가노 전철 나가노 선 시나노요시다 역
- 동일본 여객철도 나가노 종합 차량 센터
- 하치주니 은행 요시다 지점
- 전기화학공업 서비스 스테이션

## 역사
- 1898년 9월 1일 : 요시다역(일본어: 吉田駅)으로서 개업.
- 1957년 4월 1일 : 기타나가노역으로 개칭.
- 1987년 4월 1일 : 민영화에 따라, 동일본 여객철도로 이관.
- 2015년 3월 14일 : 호쿠리쿠 신칸센 연장 개통에 따라, 소속이 시나노 철도로 이관.

## 인접 정차역
| 시나노 철도 ■ 기타시나노 선 | 시나노 철도 ■ 기타시나노 선 | 시나노 철도 ■ 기타시나노 선 |
| --------------------------- | --------------------------- | --------------------------- |
| 나가노 방면                 |                             | 산사이 묘코코겐 방면        |